# Fulk Al Salamah
M/Y Fulk Al Salamah är en megayacht tillverkad av Mariotti Yachts i Italien. Hon levererades 2016 till den omanska staten, för att användas av deras regerande sultan Qabus ibn Said och dess familj. Fulk Al Salamah designades exteriört av Mariotti Yachts medan Studio de Jorio designade interiören. Megayachten är 164 meter lång och har minst en helikopter. Det maximala antalet passagerare och besättningsmän som ryms på megayachten är ej känt..

## Galleri

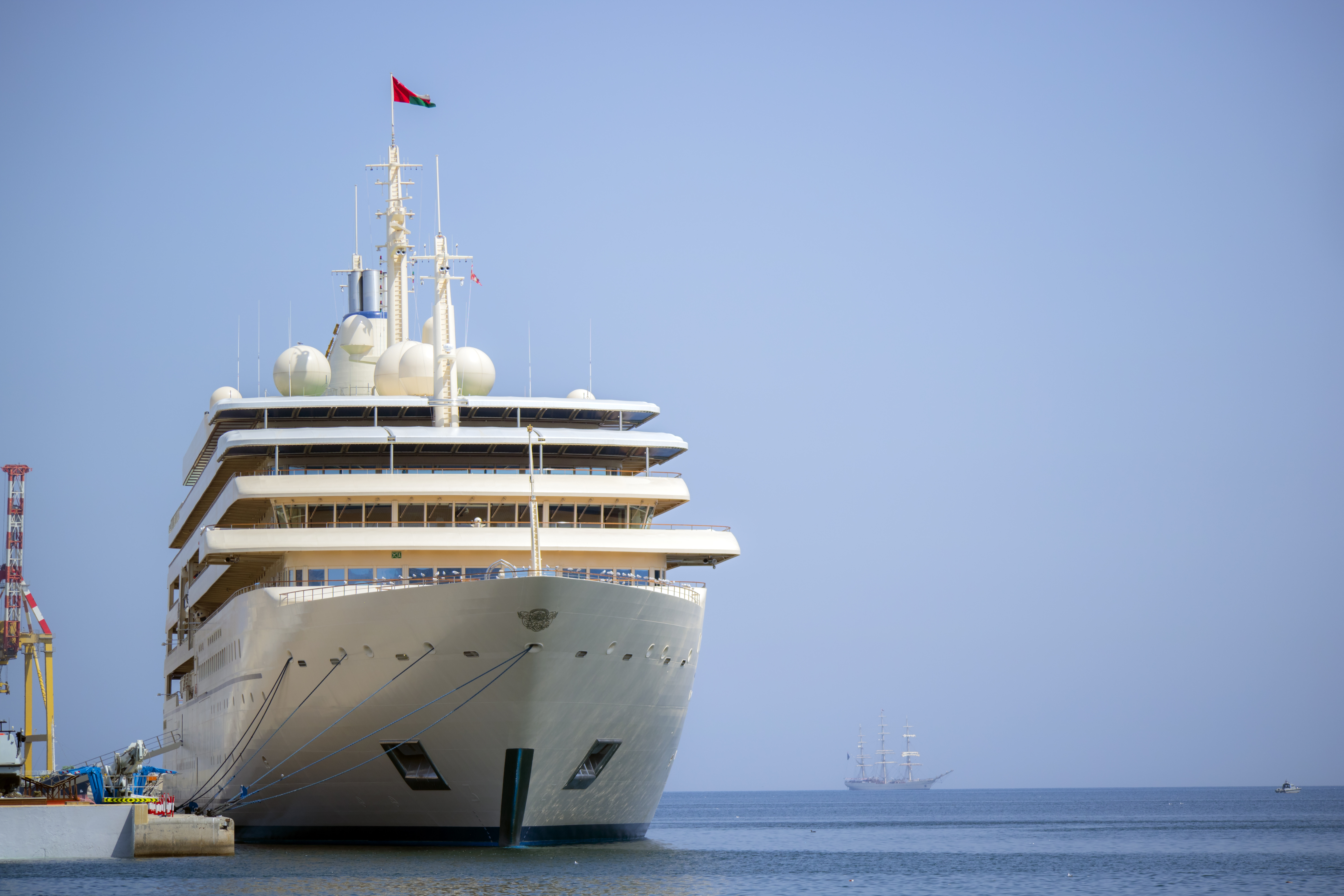
Fulk al Salamah i Muskat i Oman, 2017.